# La Cuba (Spanje)
La Cuba is een gemeente in de Spaanse provincie Teruel in de regio Aragón met een oppervlakte van 6,51 km². La Cuba telt 38 inwoners (1 januari 2016).

## Demografische ontwikkeling
Bron: INE, 1857-2011: volkstellingen